# 戈盧比齊亞
49°55′9″N 25°9′53″E / 49.91917°N 25.16472°E
戈盧比齊亞（烏克蘭語：Голубиця），是烏克蘭西部的村莊，隸屬利維夫州的佐洛奇夫區。該村始建於1494年，面積0.9平方公里，2001年人口897，人口密度每平方公里123人。